# Psychotria rhizomatosa
Psychotria rhizomatosa är en måreväxtart som beskrevs av De Wild.. Psychotria rhizomatosa ingår i släktet Psychotria och familjen måreväxter.

## Underarter
Arten delas in i följande underarter:
- P. r. minor
- P. r. rhizomatosa